# Callicarpa nishimurae
Callicarpa nishimurae là một loài thực vật có hoa trong họ Hoa môi. Loài này được Koidz. mô tả khoa học đầu tiên năm 1918.